# Временное исполнение полномочий президента России
Порядок исполнения полномочий президента Российской Федерации в предусмотренных законом случаях невозможности исполнения им своих обязанностей:

## Президент — вице-президент
«В случае отрешения Президента РСФСР от должности, отставки президента РСФСР, невозможности дальнейшего осуществления им своих полномочий, а также в случае смерти президента РСФСР полномочия президента РСФСР исполняет вице-президент РСФСР.» (Статья 121-11 Конституции РСФСР в редакции от 24 мая 1991 года)
10 июля 1991 — 12 января 1993 Ельцин — Руцкой.

## Президент — вице-президент — премьер — спикер
«В случае невозможности исполнения полномочий Президента Российской Федерации вице-президентом Российской Федерации они переходят последовательно к Председателю Совета Министров Российской Федерации, Председателю Верховного Совета Российской Федерации.»
(Дополнение к статье 121-11 Конституции РФ — России (РСФСР) в редакции от 9 декабря 1992, вступившей в силу 12 января 1993 года)
12 января — 25 декабря 1993 года Ельцин — Руцкой — Черномырдин — Хасбулатов.
Примечания:

1. Указом президента РФ Б. Н. Ельцина от 1 сентября 1993 года А. Руцкой временно отстранён от должности вице-президента. Но Верховный Совет приостановил действие указа до разрешения дела в Конституционном Суде.

2. Указом Б. Н. Ельцина № 1400 от 21 сентября 1993 года Съезд народных депутатов и Верховный Совет Российской Федерации распущены, соответственно полномочия Р. Хасбулатова согласно данному указу прекращены.

3. 21 сентября 1993 Конституционный Суд Российской Федерации выносит заключение о неконституционности указа президента о роспуске Съезда и парламента, Верховный Совет принимает решение о прекращении полномочий Президента Ельцина с момента издания указа № 1400 и переходе их к вице-президенту А. В. Руцкому согласно ст. 121-6 и 121-11 Конституции. 22 сентября Руцкой принёс присягу в качестве и. о. президента Российской Федерации.

4. Указом Б. Н. Ельцина от 3 октября 1993 года А. Руцкой освобождён от должности вице-президента Российской Федерации. Однако, согласно статье 121. 10 действовавшей Конституции, вице-президент мог быть отрешён от должности только Съездом народных депутатов на основании заключения Конституционного суда. 4 октября Руцкой и Хасбулатов арестованы.
- Подробнее — смотри Роспуск Съезда народных депутатов и Верховного Совета Российской Федерации.

5. 25 декабря 1993 года вступила в силу принятая на всенародном голосовании Конституция Российской Федерации, которая упразднила пост вице-президента, а также Съезд народных депутатов и Верховный Совет.

## Президент — председатель Правительства
«в случае отставки Президента Российской Федерации, невозможности дальнейшего осуществления им своих полномочий, а также в случае смерти Президента Российской Федерации полномочия Президента исполняет Председатель Совета Министров — Правительства Российской Федерации»
(указ президента РФ от 3 октября 1993 года № 1576)

«Во всех случаях, когда Президент Российской Федерации не в состоянии выполнять свои обязанности, их временно исполняет Председатель Правительства Российской Федерации.»
(Статья 92 Конституции РФ).
- 3 октября 1993 — 5 ноября 1996 Ельцин — Черномырдин
- 5 — 6 ноября 1996 (Ельцин находится на операции) — Черномырдин.
- 6 ноября 1996 — 23 марта 1998 Ельцин — Черномырдин.
- 23 марта — 23 августа 1998 Ельцин — Кириенко (утверждён 24 апреля).
- 23 августа — 11 сентября 1998 Ельцин — (Глава правительства - и. о. Черномырдин В. С.).
- 11 сентября 1998 — 12 мая 1999 Ельцин — Примаков.
- 12 мая — 9 августа 1999 Ельцин — Степашин.
- 9 августа — 31 декабря 1999 Ельцин — Путин (утверждён 8 августа).
- 31 декабря 1999 — 7 мая 2000 Путин (и. о.)
- 7 мая 2000 — 22 февраля 2004 Путин — Касьянов
- 22 февраля — 9 марта 2004 Путин — Христенко (исполняющий обязанности).
- 9 марта 2004 — 14 сентября 2007 Путин — Фрадков
- 14 сентября 2007 — 7 мая 2008 Путин — Зубков
- 7 — 8 мая 2008 Медведев — Зубков
- 8 мая 2008 — 7 мая 2012 Медведев — Путин
- 7 — 8 мая 2012  Путин — Зубков (исполняющий обязанности)
- 8 мая 2012 — 16 января 2020 Путин — Медведев
- 16 января 2020 — н. в. Путин — Мишустин

## Конституционный пробел
В Конституции напрямую не указано, кто должен осуществлять полномочия президента в случае, если председатель Правительства не назначен или не в состоянии исполнять свои обязанности. Тем не менее, данный пробел в некоторой степени восполняется федеральным конституционным законом «О Правительстве Российской Федерации», статья 8 которого гласит:
в случае временного отсутствия Председателя Правительства Российской Федерации его обязанности исполняет один из заместителей Председателя Правительства Российской Федерации в соответствии с письменно оформленным распределением обязанностей.ст. 8 федеральный конституционный закон № 2-ФКЗ «О Правительстве Российской Федерации»
Соответственно, если исходить из того, что исполнение обязанностей президента в экстренных случаях является одной из непосредственных должностных обязанностей председателя Правительства, а его заместители полномочны исполнять все его обязанности в случае его отсутствия, то обязанности президента должны быть временно возложены на одного из заместителей председателя Правительства в порядке замещения, установленном распоряжением председателя Правительства. Однако правомерность временного исполнения обязанностей президента РФ заместителями председателя Правительства РФ является безосновательной, как с практических, так и с теоретических позиций. В новейшей политико-правовой истории России указанные пробелы ещё не проявили себя.